# Вогнеземельці
Вогнеземе́льці — загальна назва індіанців архіпелагу Вогняна Земля (Чилі, Аргентина).
До вогнеземельців відносяться: яґани, алакалуфи, она.

## Дані з антропології, соціуму, економіки, історії та лінгвістики
В антропологічному плані вогнеземельці належать до американської раси великої монголоїдної раси.
Традиційно вогнеземельці являли достатньо невеликі ізольовані докласові спільноти, які вели примітивний спосіб життя — жили зі збиральництва, мисливства (она, частково ягани) та рибальства (алакалуфи, ягани).
Перші контакти вогнеземельців з європейцями (іспанськими завойовниками) відбулися у XVI столітті. Попри слабкість і незначні сили, вогнеземельці відомі своїм опором іноземним загарбникам. У XIX столітті вогнеземельці потерпали від хвороб і голоду. У наш час[коли?] вогнеземельці або частково (алакалуфи), або повністю (она, яґани) метисизовані.
Традиційні мови вогнеземельців — ізоляти, вважаються зниклими.